# Ботаничка башта у Цириху
Нова циришка универзитетска ботаничка башта (Botanischer Garten Der Universität Zürich) простире се на 5,25 ha. Башта је отворена 1977. године, а укупна цена њеног подизања била је 44 милиона SF. Од тога 40% трошкова подмирила је конфедерална влада, 40% добијено је од пореза грађана кантона Цирих, а 20% трошкова обезбеђено је из фонда прилога љубитеља Баште. Удружење љубитеља баште основано је 1966. и броји око 1.000 чланова.

## Локација
Нова циришка универзитетска ботаничка башта налази се у осмом округу (Zollikerstrasse 107) и треба је разликовати од Старе ботаничкеа баште (Alter Botanischer Garten) која постоји од 1833. године у бившем градском бедему "for Katz". Данас је она рекреативна зона града са етнографским музејом и мањим средњовековним вртом биља у спомен на природњака и енциклопедисту Геснера (Conrad Gessner, 1516-1565) чији је приватни хербаријум био овде.

## Задаци
Ботаничка башта је део Института за систематику биљака за који обезбеђује биљке за истраживање и наставу на Универзитету у Цириху, одржава и репродукује угрожене биљке, а представља и рекреативни простор за грађане. Допунски задаци Баште су и сервисне информације, обиласци и организовање изложби.

## Дизајн баште
Године 1971. донета је одлука да се изгради нова ботаничка башта у Старом парку (Аlten Park) породице Bodmer–Abegg. Башту је пројектовао пејзажни архитекта Ајхер (Fred Eicher), а грађена је од 1972. до 1977. Пажњу привлаче три куполаста конзерваторијума који су покривени пигментисаним, заобљеним окнима од полиметил метакрилата, које је дизајнирао архитектонски биро Hans und Annemarie Hubacher и први пут применио у Швајцарској.
Основна идеја у планирању и пројектовању новог објекта је била да се групишу биљке са сличним условима раста. Данас је изложено око 8.000 биљних врста, које су груписане у тематске целине од флоре Медитерана до пролећног врта у пространом отвореном простору парка са арборетумом, централним језером и у стакленицима који омогућују раст репрезентативним биљним врстама из различитих климатских подручја. Комплекс укључује и зграду Института и ресторан доступан за јавност.

## Одељци
У Ботаничкој башти су заступљена следећи одељци:

### У стакленицима
У куполастим стакленицима су различити климатски услови. Највећа купола симулира климу у тропским крајевима, а друге две климатске услове у суптропима и саванама. Овде се могу видети палме и дрвенасте папрати, орхидеје и бројни усеви. Дочаране су и сценске слике река Централне Африке, Јужне Америке и Југоисточне Азије.